# Aprostocetus negetae
Aprostocetus negetae är en stekelart som beskrevs av Jean Risbec 1951. Aprostocetus negetae ingår i släktet Aprostocetus och familjen finglanssteklar. Inga underarter finns listade i Catalogue of Life.